# 圣伊莱尔拉特雷耶
圣伊莱尔拉特雷耶（法語：Saint-Hilaire-la-Treille，法語發音：[sɛ̃.t‿ilɛʁ la tʁɛj]）是法国新阿基坦大区上维埃纳省的一个市镇，属于贝拉克区。

## 地理
圣伊莱尔拉特雷耶（46°15'5"N, 1°19'7"E）面积29.14 平方千米，位于法国新阿基坦大区上维埃纳省，该省份为法国中西部省份，北起顺时针与安德尔省、克勒兹省、科雷兹省、多爾多涅省、夏朗德省和维埃纳省接壤。
与圣伊莱尔拉特雷耶接壤的市镇（或旧市镇、城区）包括：阿尔纳克拉波斯特、栋皮埃尔-莱塞格利斯、伯奈兹河畔马亚克、圣阿芒马尼亚泽、圣莱热马尼亚泽、圣索尔南勒拉克。

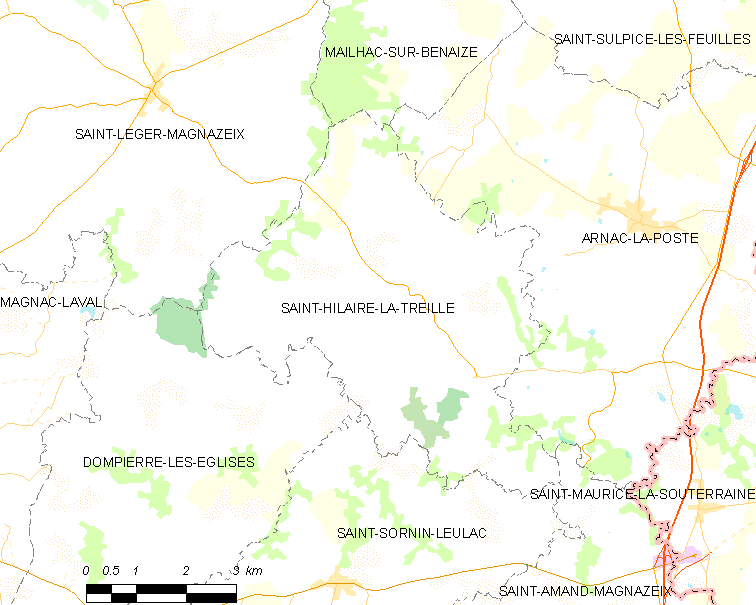
圣伊莱尔拉特雷耶的OSM定位图

圣伊莱尔拉特雷耶的时区为UTC+01:00、UTC+02:00（夏令时）。

## 行政
圣伊莱尔拉特雷耶的邮政编码为87190，INSEE市镇编码为87149。

## 政治
圣伊莱尔拉特雷耶所属的省级选区为沙托蓬萨克县。

## 人口

1962-2008年间圣伊莱尔拉特雷耶人口变化图示

圣伊莱尔拉特雷耶于2022年1月1日时的人口数量为360人。